# Římskokatolická farnost Jaroslavice
Římskokatolická farnost Jaroslavice je územní společenství římských katolíků s farním kostelem svatého Jiljí ve znojemském děkanství.

## Historie farnosti
Kostel sv. Jiljí byl stavěn v letech 1788–1792. Daleko delší historii má zdejší fara. Prameny se o ní zmiňují již v roce 1325.Od poloviny 16. století byla fara luteránská, od roku 1609 katolická. 

## Duchovní správci
V letech 1966-1979 zde byl farářem R.D. Vladimír Stejskal. Od 1. srpna 2009 do června 2015 byl administrátorem excurrendo R. D. Jindřich Čoupek, který je zároveň moderátorem farního tým FATYM Přímětice-Bítov. K 1. červenci 2015 byl administrátorem excurrendo ustanoven R. D. Mgr. Pavel Sobotka.
FATYM Přímětice-Bítov je společenství katolických kněží, jáhnů a jejich dalších spolupracovníků. Působí v brněnské diecézi od roku 1996. Jedná se o společnou správu několika kněží nad větším množstvím farností za spolupráce laiků. Mimo to, že se FATYM stará o svěřené farnosti, snaží se jeho členové podle svých sil vypomáhat v různých oblastech pastorace v Česku.

## Bohoslužby
| Kostel        | Místo       | Bohoslužba (den) | Hodina | Poznámka     |
| ------------- | ----------- | ---------------- | ------ | ------------ |
| svatého Jiljí | Jaroslavice | neděle           | 11.00  | farní kostel |

## Aktivity ve farnosti
Dnem vzájemných modliteb farností za bohoslovce a bohoslovců za farnosti brněnské diecéze je 17. prosinec. Adorační den připadá na 17. března. Farnost se v roce 2013 zapojila do projektu Noc kostelů.
Ve farnosti se pravidelně koná tříkrálová sbírka, v roce 2016 se při ní vybralo 21 278 korun.
FATYM vydává čtyřikrát do roka společný farní zpravodaj (velikonoční, prázdninový, dušičkový a vánoční) pro farnosti Vranov nad Dyjí, Přímětice, Bítov, Olbramkostel, Starý Petřín, Štítary na Moravě, Chvalatice, Stálky, Lančov, Horní Břečkov, Prosiměřice, Vratěnín, Citonice, Šafov, Korolupy, Těšetice, Lubnice, Lukov, Práče a Vratěnín.